# Ipomoea minutiflora
Ipomoea minutiflora es una especie fanerógama de la familia Convolvulaceae.

## Clasificación y descripción de la especie
Planta herbácea, delgada, voluble, postrada, anual; tallo ramificado; hoja ovada a suborbicular, de 1 a 4.5 cm de largo, de 1 a 6.5 cm de ancho, ápice agudo o acuminado; inflorescencias con 1 a 3 flores; sépalos iguales, anchamente elípticos a sublanceolados, de 1.5 a 2 mm de largo, membranáceos; corola subcampanulada, de 4 a 5 mm de largo, amarilla o amarillenta; el fruto es una cápsula subglobosa, algo comprimida, de unos 2 mm de largo, con 4 semillas de unos 2 mm de diámetro.

## Distribución de la especie
Se distribuye desde el noroeste de México (Sonora, Sinaloa, Nayarit, Jalisco, Colima, Michoacán, Veracruz, Guerrero, Oaxaca, Chiapas), hasta Colombia y Venezuela.

## Ambiente terrestre
Esta especie se desarrolla en bosque tropical caducifolio o subcaducifolio, con frecuencia se observa a orilla de los caminos. Las altitudes en las que se ha registrado van de 50 a 950 m s. n. m. . Florece de septiembre a diciembre.

## Estado de conservación
No se encuentra bajo ningún estatus de protección.

## Importancia cultural y usos
Ornamental